# Hiriko
Der Hiriko ist ein faltbares zweisitziges Leichtelektromobil, welches vom Hiriko-Driving-Mobility-Konsortium im Baskenland (Spanien) entwickelt wurde. Das Elektroauto war die kommerzielle Umsetzung des seit 2003 vom Media Lab des Massachusetts Institute of Technology entwickelten CityCar-Projekts. Der Name Hiriko kommt von dem baskischen Wort für „urban“ oder „städtisch“.